# Vinalia
Vinalia is de naam van twee Romeinse wijnfeesten, de Vinalia Priora op 23 april en de Vinalia Rustica op 19 augustus. Deze twee feesten waren in de eerste plaats aan Jupiter en in de tweede plaats aan Venus gewijd. Op 23 april werd de nieuwe wijn voor het eerst in de stad gebracht en geproefd. De Vinalia Rustica kondigden het begin van de nieuwe oogst aan.